# Le Mariage de Ramuntcho
Pour plus de détails, voir Fiche technique et Distribution.
Le Mariage de Ramuntcho est un film français réalisé par Max de Vaucorbeil, sorti en  1947. Il est considéré comme le premier film français en couleur. 

## Synopsis
Georges, un séduisant et célèbre peintre parisien, est venu chercher l'inspiration au Pays basque. Sensible aux charmes de Maritchu, une jeune fille du pays, il va tout faire pour l'éloigner de Ramuntcho, avec qui elle est fiancée.
Ramuntcho vit de la contrebande entre la France et l'Espagne. Il est aussi excellent pelotari et connait les chants et les danses locales. Ramuntcho est selon ses amis le "roi de la montagne" mais Louise, la sœur de Maritchu, le considère comme un "bon à rien". George va tenter de se servir de la désaffection de Louise pour Ramuntcho, pour se rapprocher de Maritchu mais ses efforts resteront vains.
Dans le même temps, Ramuntcho prévoit de passer de la marchandise en contrebande avec son compère espagnol Puntamento. Cette opération est risquée mais doit lui permettre de récolter cent mille francs, de quoi acheter une ferme pour y vivre avec Martichu. Il sera attrapé par des douaniers français et sera emprisonné à Bayonne.
C'est finalement Georges qui paiera la caution pour libérer le héros et le mariage de Ramuntcho et Maritchu aura bel et bien lieu. 

## Fiche technique
- Titre original français : Le Mariage de Ramuntcho
- Réalisation : Max de Vaucorbeil
- Adaptation : Ernest Neubach, d'après le roman Ramuntcho de Pierre Loti, écrit en  1897
- Scénario : Pierre Apestéguy et André Tabet
- Photographie : Raymond Clunie
- Montage : Henri Taverna
- Musique : Marc Lanjean
- Direction musicale : Paul de Rocca Serra Legarralde
- Chef d'orchestre : Jacques Météhen
- Décors : Roland Berthon
- Costumes : Marc Dolnitz
- Son : Tony Leenhardt
- Photographe de Plateau : Léo Mirkine
- Directeur de production : Maurice Réfrégier
- Directeur de production adjoint : Yves Ducygne
- Société de production : Les Films de France
- Société de distribution : Distribution Parisienne de Films
- Pays de production :  France
- Langue : français, une des chansons du film est interprétée en langue basque par André Dassary
- Format : Couleur (Agfacolor) — 35 mm — 1,37:1 — Son : Mono
- Genre : Comédie romantique, Film musical
- Durée : 80 minutes (1 h 20)
- Date de sortie : 
  - France : 8 août 1947

## Distribution
- André Dassary : Ramuntcho
- Gaby Sylvia : Maritchu
- Franck Villard : Georges, le peintre parisien
- Jean-Jacques Rouff : Puntamento
- Mona Dol : Louise, la sœur de Ramuntcho
- Anne-Marie Bruslay : Barbara
- Marcel Maupi : l'oncle
- Jean Hebey : l’hôtelier

## Chansons et danses du film
- Le film comporte des scènes de chants et de danses folkloriques basques qui en font presque une comédie musicale. André Dassary, qui tient le premier rôle du film, est par ailleurs chanteur d'opérette.
- Les paroles de la chanson Ramuntcho (1944), interprétée par André Dassary, ont été écrites par Jean Rodor, d'après une composition de Vincent Scotto. Cette chanson préexiste au film et était un des succès d'André Dassary[1].
- Chants basques : les chants basques du film sont interprétés par la Chorale basque de Paris
- Chorégraphie : les danses du film sont exécutées par le groupe d'art basque d'Oldarra et les danseuses de Bidarray

## À noter
- Le Mariage de Ramuntcho est le premier film français en couleur (si l’on excepte quelques films expérimentaux à très faible diffusion). Il utilise la technologie dite Agfacolor développée en Allemagne par Agfa pendant la Seconde Guerre mondiale.
- Le fait que le film soit en couleur a été utilisé comme argument commercial au moment de la sortie en salle du film. Certaines affiches du film avaient ainsi pour sous-titre « Le premier film français en couleurs »[2].
- Le film, ayant perdu une partie de ses couleurs avec le temps, a été restauré par le CNC en 2000[3]. Depuis, la mention "Restauré par les Archives du film de Centre national de la cinématographie avec le concours du Ministère de la Culture" est inscrite au générique.
- Le film a été tourné en  1946 au Pays basque et dans les Studios de la Victorine à Nice.
- La scène finale du mariage entre Ramuntcho et Maritchu est tournée dans l'église d'Espelette.